# داميان هانكوك
داميان هانكوك (بالإنجليزية: Damien Hancock)‏ هو حكم كرة قدم أيرلندي، ولد في 10 مارس 1965.